# Na-Ga
Na-Ga là một nam họa sĩ người Nhật đến từ tỉnh Hiroshima, Nhật Bản và được biết đến nhiều nhất với vai trò đồ họa vi tính, chỉ đạo nghệ thuật và thiết kế nhân vật cho hãng visual novel Key (công ty này cũng sản xuất ra những visual novel rất nổi tiếng như Kanon, AIR và CLANNAD). Na-Ga bắt đầu làm việc với Key từ tựa game thứ hai của họ, AIR, với phân công là một trong những họa sĩ đồ họa vi tính, nhưng đã có những đóng góp to lớn trong khâu thiết kế nhân vật và chỉ đạo nghệ thuật cho tựa game thứ sáu của Key là Little Busters! cùng với Hinoue Itaru, và cả Little Busters! Ecstasy được phát hành sau đó. Na-Ga tiếp tục làm đồng chỉ đạo nghệ thuật với Hinoue trong tựa game thứ tám là Kud Wafter, một "spin-off" của Little Busters! Ecstasy, mặc dù hầu như toàn bộ nhân vật trong trò chơi này đều do một tay ông thiết kế. Đối với tựa game thứ chín sắp tới của Key là Rewrite, Na-Ga chỉ được phân công đóng góp cho mảng đồ họa vi tính phong cảnh của trò chơi. Na-Ga hợp tác cùng với Maeda Jun và tạp chí Dengeki G's Magazine của ASCII Media Works sản xuất dự án đặc quyền truyền thông Angel Beats! với vai trò là nhà thiết kế nhân vật. Na-Ga từng có lần làm việc cho công ty Pearlsoft R từ năm 1997 đến năm 1999, ở đó ông đã đóng góp vào hai visual novel là Hakanai Omoi: Anemone và Sweet Days, như một họa sĩ chính trước khi đến Key. Na-Ga đã dùng nghệ danh "from-D" khi tham gia thực hiện dōjinshi.

## Tiếp nhận
Một chiếc áo thun có hình nhân vật Riki Naoe trong Little Busters! cùng chữ ký của Na-Ga được đưa vào bán đấu giá trên Yahoo! Nhật Bản vào tháng 3 năm 2009 với giá khởi điểm là 500 yên (khoảng 5$). Chiếc áo đã thu hút 71 người tham gia đấu giá và được bán với giá chót là hơn 2.000.000¥ (khoảng 20.100$). Chiếc áo này ban đầu được bán tại Key 10th Memorial Fes, một sự kiện kỷ niệm 10 năm thành lập Key tổ chức từ ngày 28 tháng 2 đến ngày 1 tháng 3 năm 2009.

## Công việc
- Hakanai Omoi: Anemone (thiết kế nhân vật, đồ họa vi tính - khoảng trong 1997-1999)
- Sweet Days (đồ họa vi tính - khoảng trong 1997-1999)
- AIR (đồ họa vi tính - 2000)
- CLANNAD (đồ họa vi tính - 2004)
- Little Busters! và Little Busters! Ecstasy (chỉ đạo nghệ thuật, thiết kế nhân vật - 2007-2008)
- Kud Wafter (chỉ đạo nghệ thuật, thiết kế nhân vật - 2010)
- Angel Beats! (thiết kế nhân vật - 2010)
- Rewrite (đồ họa vi tính - 2011)